# Biosfærereservater i Asien og Stillehavet
Under UNESCOs Man and Biosphere Reserve Program er der 142 biosfærereservater anerkendt som en del af Verdensnetværk af biosfærereservater i Asien og Stillehavet fra april 2016. Disse er fordelt på 24 lande i regionen.

## Listen
Nedenfor er listen over biosfærereservater i Asien og Stillehavet, organiseret efter land/territorium, sammen med det år, hvor disse blev udpeget som en del af World Network of Biosphere Reserves.

### Australien
- Croajingolong, Victoria (1977)
- Riverland, Sydaustralien (1977)
- Kosciuszko, New South Wales (1977)
- Prince Regent River, Western Australia (1977)
- Mamungari (tidligere Unavngivet), South Australia (1977)
- Uluru (Ayers Rock-Mount Olga), Northern Territory (1977)
- Yathong, New South Wales (1977)
- Fitzgerald River, Western Australia (1978)
- Hattah-Kulkyne og Murray-Kulkyne, Victoria (1981)
- Wilsons Promontory, Victoria (1981)
- Morningtonhalvøen og Western Port, Victoria (2002)
- Barkindji, New South Wales og Victoria (2005)
- Noosa, Queensland (2007)
- Great Sandy, Queensland (2009)

### Cambodja
- Tonlé Sap (1997)

### Kina
- Lushan, Jiangxi (1979)
- Changbaishan (1979)
- Dinghushan, Guangdong (1979)
- Wolong, Sichuan (1979)
- Fanjingshan, Guizhou (1986)
- Xilin Gol, Indre Mongoliet (1987)
- Wuyishan, Jiangxi og Fujian (1987)
- Bogeda, Xinjiang (1990)
- Shennongjia, Hubei (1990)
- Yancheng, Jiangsu (1992)
- Xishuangbanna, Yunnan (1993)
- Maolan, Guizhou (1996)
- Tianmushan, Zhejiang (1996)
- Fenglin (1997)
- Jiuzhaigou Valley, Sichuan (1997)
- Nanji Islands (zh), Zhejiang (1998)
- Shankou Mangrove, Guangxi (2000)
- Baishuijiang, Gansu (2000)
- Gaoligong Mountain, Yunnan (2000)
- Huanglong Scenic and Historic Interest Area, Sichuan (2000)
- Baotianman, Henan (2001)
- Saihan Wula, Indre Mongoliet (2001)
- Dalai Lake, Indre Mongoliet (2002)
- Wudalianchi, Heilongjiang (2003)
- Yading, Sichuan (2003)
- Foping, Shaanxi (2004)
- Qomolangma (Mount Everest), Tibet (2004)
- Chebaling, Guangdong (2007)
- Xingkai Lake, Heilongjiang (2007)
- Mao'er Mountain, Guangxi (2011)
- Jinggangshan, Jiangxi (2012)
- Niubeiliang (2012)
- Snake Island - Laotie Mountain (2013)
- Hanma (2015)

### Mikronesien
- Utwe (2005)
- And Atoll (2007)

### Indien
- Nilgiri (Karnataka, Kerala & Tamil Nadu) (1986)
- Mannarbugten (1989)
- Sunderbans (1989)
- Nanda Devi (1988)
- Nokrek (1988)
- Pachmarhi (1999) #MP
- Simlipal (1994)
- Achanakmar-Amarkantak (2005)
- Great Nicobar (1989)
- Agasthyamala (2005)
- Khangchendzonga (2018) ( Sikkim)
- Panna (2020)

### Indonesien
- Cibodas, herunder Gunung Gede Pangrango nationalpark (1977)
- Komodo (1977)
- Lore Lindu (1977)
- Tanjung Puting (1977)
- Mount Leuser National Park (1981)
- Siberut (1981)
- Giam Siak Kecil-Bukit Batu (2009)
- Wakatobi (2012)
- Bromo Tengger Semeru, inklusive Arjuno-Welirang (2015)
- Taka Bonerate - Kepulauan Selayar (2015)
- Belambangan (2016)
- Berbak - Sembilang (2018)
- Betung Kerihun - Danau Sentarum Kapuas Hulu (2018)
- Rinjani Lombok (2018)
- Saleh - Moyo - Tambora (Samota) (2019)
- Togean Tojo Una-Una (2019)

- Arasbaran (1976)
- Arjan og Parishan (1976)
- Geno (1976)
- Golestan (1976)
- Hara (1976)
- Kavir (1976)
- Urmiasøen (1976)
- Miankaleh (1976)
- Touran (1976)
- Dena (2010)
- Tang-e-Sayad & Sabzkuh (2015)
- Hamoun (2016)

### Japan
- Mount Hakusan (1980)
- Mount Ōdaigahara og Mount Ōmine (1980)
- Shiga Highland (1980)
- Yakushima Island (1980)
- Aya (2012)
- Minami-Alperne (2014)
- Sobo, Katamuki og Okue (2017) [2]
- Minakami (2017) [2]

### Kasakhstan
- Korgalzhyn (2012)
- Alakol (2013)
- Akzhayik (2014)
- Katon-Karagay (2014)
- Aksu-Zhabagly (2015)
- Barsakelmes (2016)
- Altyn-Emel (2017) [2]
- Karatau (2017) [2]

### Kirgisistan
- Sary-Chelek (1978)
- Issyk Kul (2001)

### Malaysia
- Tasik Chini (2009)
- Crocker bjergkæden (2014)

### Maldiverne
- Baa Atoll 2011

### Mongoliet
- Great Gobi (1990)
- Bogd Khan Mountain (1996)
- Uvs søområde biosfærereservat (1997)
- Khustain Nuruu nationalpark (2002)
- Dornod Mongol (2005)
- Mongolske Daguur (2007)

### Myanmar
- Inlay Lake biosfærereservat (2015)
- Indawgyi-søen (2017) [2]

### Nordkorea
- Mount Paekdu (1989)
- Mount Kuwol (2004)
- Mount Myohyang (2009)
- Mount Chilbo (2014) [3]

### Pakistan
- Lal Suhanra nationalpark (1977)
- Ziarat Juniper-skoven biosfærereservat (2013)

### Palau
- Ngaremeduu (2005)

### Filippinerne
- Puerto Galera (1977)
- Palawan (1990)
- Albay (marts 2016)

### Sydkorea
- Mount Sorak (1982)
- Jeju-do (2002)
- Sinan Dadohae biosfærereservat (2009)
- Gwangneung Forest (Korea National Arboretum) (2010)
- Gochang (2013)
- Suncheon (2018)
- Gangwon Eco-peace ( koreansk demilitariseret zone - nær områder på tværs af fem amter i Gangwon-provinsen) (2019)
- Yeoncheon Imjin River (2020)

### Sri Lanka
- Hurulu (1977)
- Sinharaja (1978)
- Kanneliya-Dediyagala-Nakiyadeniya (2004)
- Bundala (2005)

- Sakaerat (1976)
- Hauy Tak Teak (1977)
- Mae Sa-Kog Ma (1977)
- Ranong (1997)
- Doi Luang Chiang Dao (2021)

### Turkmenistan
- Repetek (1978)

### Usbekistan
- Chatkal nationalpark (1978)

### Vietnam
- Cần Giờ mangroveskov (2000)
- Cát Tiên nationalpark (2001)
- Cát Bà Island (2004)
- Red River Delta biosfærereservat (2004)
- Kien Giang (2006)
- Western Nghệ An (2007)
- Cape Cà Mau nationalpark (2009)
- Chàm-øerne – Hội An (2009)
- Langbiang (2015)
- Núi Chúa nationalpark (2021)
- Kon Hà Nừng Highlands (2021)